# Edgard Hamon
Edgard Hamon Manufacture (Maison Hamon) est une entreprise fournisseur des Maisons de luxe existant depuis 1919 à Paris.
Au départ c'est un fabricant de boutons. 
L’entreprise réalise principalement des bijoux fantaisie et des ceintures. Maison Hamon reste actuellement le seul parurier haut de gamme de Paris à travailler le métal et le cuir, ainsi que la résine et le tissu. La société fait partie des Entreprises du Patrimoine Vivant. Dans les archives d'Edgard Hamon figurent les noms de Lanvin, Chanel, Christian Dior, Christian Lacroix, Kenzo, Chloé, Givenchy et Balenciaga. 

## Historique
(mai 2010).
1919 - Edgard Hamon crée sa propre entreprise. Elle se spécialise dans la fabrication de boutons de bottines et de guêtres.
Les années 1920 - À ces ornements s'ajoutent les brides lancées par Mistinguett.
Le 10 février 1955 est immatriculée la société Edgard Hamon Parurier.
Les années 1950 et 1960 - Edgard Hamon glisse aux boutons de vêtements, classiques et fantaisie, pour les Maisons de Couture.
Petit à petit,  la société ajoute les boucles de ceintures à sa production, et puis - logiquement - les ceintures elles-mêmes. Ces dernières ont une telle qualité de finition qu'elles deviennent l'orgueil de l'atelier. 
1966 - Didier Grumbach (neveu de Pierre Mendès-France et président de la Fédération Française de la Couture, du Prêt-à-Porter des Couturiers et des Créateurs de Mode) participe à la création de la Maison Yves Saint Laurent Rive Gauche avec Pierre Bergé. C. Mendès, le groupe fondé au début du XXe siècle par le confectionneur-drapier Cerf Mendès, père de Pierre Mendès-France, va tout naturellement fabriquer les lignes de Prêt-à-Porter sous licence Haute Couture d'Yves Saint Laurent Rive Gauche, et d'Ungaro Parallele.
1968 - Edgard Hamon devient une filiale de C. Mendès. Les activités de C. Mendès et Edgard Hamon sont complémentaires, et leur rapprochement paraît logique. Ainsi commence une collaboration entre Edgard Hamon et la Maison Yves Saint Laurent Rive Gauche qui durera 35 ans.
1968 - C. Mendès signe également un contrat de licence de Prêt-à-Porter avec Hubert de Givenchy lorsque ce dernier lance sa Nouvelle Boutique Givenchy.
1980 - La famille Grumbach cède le Groupe Mendès à Léon Cligman et Yves Saint Laurent. Edgard Hamon reste le fournisseur incontesté des grands noms de la Couture pour la fabrication de ceintures.
1990 - Léon Cligman développe son groupe textile Indreco en confectionnant le Prêt-à-Porter haut de gamme d'Yves Saint Laurent. Edgard Hamon s'ouvre à l'ornement fantaisie.
1999 - Yves Saint Laurent est cédé au Groupe Gucci. 
2000 - La société Edgard Hamon Parurier est cédée et radiée du registre du commerce le 5 octobre. Jean Bergeron, ancien président du Comité Colbert et fondateur de l'association Grands Ateliers de France, reprend la société Edgard Hamon au Groupe Gucci et crée la Société Nouvelle Edgar Hamon.
2018 -  La Société Nouvelle Edgar Hamon  est placée en redressement judiciaire le 23 août . Le 30 novembre 2018, elle est cédée et placée en liquidation judiciaire.
2019 - La marque 'Maison Hamon" est enregistrée le 7 février au nom du holding Yeraz animé par Bruno Joyerot. La fabrication est confiée a une nouvelle société : Edgard Hamon Manufacture.
Aujourd'hui[Quand ?] chez Maison Hamon, les ceintures vont de pair avec les bijoux fantaisie et les accessoires, qui sont d’une telle complexité[non neutre], mariant chaînes et plumes, étoffes, perles et pierres, qu’ils découragent la contrefaçon dans l'intervalle entre deux collections.[réf. nécessaire]